# 양희영
양희영(1989년 7월 28일~)은 LPGA 투어에서 활동하고 있는 대한민국의 프로 골프 선수이다. 2013년 10월 20일 LPGA 투어 KEB하나은행 챔피언십에서 LPGA 첫 우승을 기록하였으며, 2015년 3월 1일 혼다 LPGA 타일랜드에서 우승하며 LPGA 2승을 달성하였다.

## 경력
아마추어로 참가한 ANZ 레이디스 매스터스에서 우승한 이후, LET은 18세까지 부모와 함께 여행한다는 조건으로 양희영에게 2006년에 시작되는 3년의 회원 자격 면제를 부여하였다. 고등학교를 다니면서 2007년 4차례나 20위 진입을 기록했다. 2007년 가을, LPGA 투어 자격 토너먼트에 참가하여 LPGA 투어 2008 시즌 참가를 위한 조건부 자격을 얻었다.
2008년 레이디스 저먼 오픈에서 우승하며 두 번째 LET 우승을 기록하였고, 우승 상금 61,260달러 전부를 중국의 지진 피해자를 위하여 기부한다고 발표하였다. 그 해 12월에 양희영은 LPGA 자격 토너먼트에 참가하여 2009 시즌을 위한 풀타임 출전 자격을 얻었다.
2013년 10월 20일 LPGA 투어 KEB하나은행 챔피언십에서 양희영은 서희경을 상대로 첫 번째 서든데스 플레이오프 홀에서 버디를 기록하며 첫 우승을 차지하였다. 2015년 3월 1일 혼다 LPGA 타일랜드에서 우승하며 LPGA 2승을 달성하였다.

## 프로 우승 (10)

### LPGA 투어 우승 (6)
| 범례            |
| 메이저 대회 (1) |
| 일반 대회(5)    |

| No. | 날짜             | 대회                      | 최종 점수       | 파  | 2위와의 차이 | 2위                            | 상금 ($)  |
| --- | ---------------- | ------------------------- | --------------- | --- | ------------ | ------------------------------ | --------- |
| 1   | 2013년 10월 20일 | LPGA KEB하나은행 챔피언십 | 67-71-69=207    | −9  | 플레이오프   | 서희경                         | 285,000   |
| 2   | 2015년 3월 1일   | 혼다 LPGA 타일랜드        | 67-66-71-69=273 | −15 | 2타          | 이미림 스테이시 루이스 야니 쳉 | 225,000   |
| 3   | 2017년 2월 26일  | 혼다 LPGA 타일랜드        | 66-67-65-68=266 | −22 | 5타          | 유소연                         | 240,000   |
| 4   | 2019년 1월 24일  | 혼다 LPGA 타일랜드 (3)    | 69-66-66-65=266 | −22 | 1 타         | 이민지                         | 240,000   |
| 5   | 2023년 11월 19일 | CME 그룹 투어 챔피언십    | 68-63-64-66=261 | −27 | 3 타         | 하타오카 나사 엘리슨 리        | 2,000,000 |
| 6   | 2024년 1월 23일  | 위민스 PGA 챔피언십       | 70-68-71-72=281 | −7  | 3 타         | 릴리아 유 고진영 야마시타 미유 | 1,560,000 |

### 여자 유러피언 투어 (3)
- 2006 (1) ANZ 레이디스 매스터스 (아마추어로 참가)
- 2008 (2) 레이디스 저먼 오픈

### KLPGA 투어 (1)
- 2011 KB금융 STAR챔피언십

## LPGA 메이저에서의 성적
| 대회                 | 2006 | 2007 | 2008 | 2009 | 2010 | 2011 | 2012 | 2013 | 2014 | 2015 | 2016 | 2017 | 2018 | 2019 | 2020 | 2021 | 2022 | 2023 | 2024 |
| -------------------- | ---- | ---- | ---- | ---- | ---- | ---- | ---- | ---- | ---- | ---- | ---- | ---- | ---- | ---- | ---- | ---- | ---- | ---- | ---- |
| ANA 인스퍼레이션     | DNP  | DNP  | DNP  | DNP  | T27  | T19  | T4   | T32  | 10   | T29  | T14  | T8   | CUT  | T26  | T15  | T50  | T39  | T4   | T46  |
| 위민스 PGA 챔피언십  | DNP  | DNP  | DNP  | T9   | T14  | T12  | CUT  | T5   | CUT  | T26  | 7    | T4   | T11  | T21  | T37  | T9   | CUT  | T36  | T1   |
| US 여자 오픈         | DNP  | T50  | CUT  | T34  | T5   | T10  | 2    | T50  | 4    | 2    | T3   | T8   | CUT  | CUT  | CUT  | T54  | CUT  | T33  | CUT  |
| 위민스 브리티시 오픈 | T60  | DNP  | CUT  | CUT  | T5   | 4    | T26  | CUT  | T21  | T36  | DNP  | T30  | T35  | CUT  | T51  | CUT  | CUT  | T4   |      |
| 에비앙 챔피언십 ^    |      |      |      |      |      |      |      | T67  | T54  | T8   | T14  | T48  | T49  | T44  | NT   | T10  | T19  | T36  | T63  |

^ 에비앙 챔피언십은 2013년에 추가되었다.

1 DNP = 경기에 참가하지 않음

2 CUT = 중간 컷에서 탈락

3 T = 공동